# Jody Alderson
Jody Alderson (n. 5 martie 1935, Chicago, Illinois, SUA – d. 14 februarie 2021) a fost o înotătoare ce a reprezentat Statele Unite ale Americii, medaliată olimpică. A participat la o ediție a Jocurilor Olimpice (1952) în care a câștigat două medalii de bronz.